# Lista localităților din Germania - N
| Localitățile din Germania - ghid alfabetic A \| B \| C \| D \| E \| F \| G \| H \| I \| J \| K \| L \| M \| N \| O \| P \| Q \| R \| S \| T \| U \| V \| W \| X-Y \| Z Lista parțială a localităților din Germania - Ultima actualizare: 17.8.2007 |

Nabburg |
Nachrodt-Wiblingwerde |
Nachterstedt |
Nachtsheim |
Nack |
Nackenheim |
Nadrensee |
Nagel |
Nagold |
Nahe |
Nahetal-Waldau |
Nahrendorf |
Nahrstedt |
Naila |
Namborn |
Nandlstadt |
Nannhausen |
Nanzdietschweiler |
Narsdorf |
Nasingen |
Nassau |
Nassenfels |
Nastätten |
Natendorf |
Nattenheim |
Nattheim |
Nauen |
Nauendorf |
Nauendorf |
Nauheim |
Naumburg |
Naumburg (Saale) |
Naundorf |
Naundorf |
Naundorf bei Seyda |
Naunheim |
Naunhof |
Nauort |
Naurath (Eifel) |
Naurath (Wald) |
Nauroth |
Nausitz |
Nausnitz |
Nauwalde |
Nazza |
Nebel |
Nebelschütz |
Nebra (Unstrut) |
Neckarbischofsheim |
Neckargemünd |
Neckargerach |
Neckarsteinach |
Neckarsulm |
Neckartailfingen |
Neckartenzlingen |
Neckarwestheim |
Neckarzimmern |
Neddemin |
Nedlitz |
Neef |
Neehausen |
Neenstetten |
Neetze |
Neetzka |
Neetzow |
Negenborn |
Negenharrie |
Negernbötel |
Nehms |
Nehmten |
Nehren |
Neichen |
Neidenbach |
Neidenfels |
Neidenstein |
Neidhartshausen |
Neidlingen |
Neinstedt |
Neißeaue |
Neiße-Malxetal |
Neißemünde |
Neitersen |
Nellingen |
Nempitz |
Nemsdorf-Göhrendorf |
Nenndorf |
Nennhausen |
Nennslingen |
Nentershausen |
Nentershausen |
Nerchau |
Nerdlen |
Nerenstetten |
Neresheim |
Neritz |
Neroth |
Nersingen |
Nerzweiler |
Neschwitz |
Nesow |
Nessa |
Nesselwang |
Netphen |
Nettelsee |
Nettersheim |
Nettetal |
Nettgau |
Netzbach |
Netzschkau |
Neualbenreuth |
Neu-Anspach |
Neu-Bamberg |
Neu Bartelshagen |
Neuberend |
Neuberg |
Neubeuern |
Neubiberg |
Neu Boltenhagen |
Neubörger |
Neubrandenburg |
Neubrunn |
Neubrunn |
Neubukow |
Neubulach |
Neuburg |
Neuburg a.Inn |
Neuburg am Rhein |
Neuburg a.d.Donau |
Neuburg a.d.Kammel |
Neuching |
Neu Darchau |
Neudenau |
Neudietendorf |
Neudorf |
Neudorf-Bornstein |
Neudrossenfeld |
Neu Duvenstedt |
Neu-Eichenberg |
Neuekrug |
Neuenbrook |
Neuenbürg |
Neuenburg am Rhein |
Neuendeich |
Neuendettelsau |
Neuendorf |
Neuendorf |
Neuendorf |
Neuendorf A |
Neuendorf am Damm |
Neuendorf b. Elmshorn |
Neuendorf B |
Neuendorf-Sachsenbande |
Neuengönna |
Neuengörs |
Neuenhagen bei Berlin |
Neuenhaus |
Neuenhofe |
Neuenkirchen |
Neuenkirchen |
Neuenkirchen |
Neuenkirchen |
Neuenkirchen |
Neuenkirchen |
Neuenkirchen |
Neuenkirchen |
Neuenkirchen |
Neuenkirchen |
Neuenkirchen |
Neuenkirchen-Vörden |
Neuenmarkt |
Neuenrade |
Neuensalz |
Neuenstadt am Kocher |
Neuenstein |
Neuenstein |
Neuental |
Neuenweg |
Neuerburg |
Neuerkirch |
Neuermark-Lübars |
Neufahrn bei Freising |
Neufahrn i.NB |
Neufeld |
Neufelderkoog |
Neuferchau |
Neuffen |
Neufra |
Neufraunhofen |
Neu Gaarz |
Neugattersleben |
Neugernsdorf |
Neugersdorf |
Neu Gülze |
Neuhardenberg |
Neuharlingersiel |
Neuhaus (Oste) |
Neuhaus a.Inn |
Neuhaus am Rennweg |
Neuhaus a.d.Pegnitz |
Neuhäusel |
Neuhausen |
Neuhausen auf den Fildern |
Neuhausen ob Eck |
Neuhausen/Erzgeb. |
Neuhausen/Spree |
Neuhaus-Schierschnitz |
Neuheilenbach |
Neuhemsbach |
Neuhof |
Neuhof |
Neuhof a.d.Zenn |
Neuhofen |
Neuhütten |
Neuhütten |
Neu-Isenburg |
Neukalen |
Neu Kaliß |
Neukamperfehn |
Neukieritzsch |
Neukirch |
Neukirch |
Neukirch/Lausitz |
Neukirchen (Altmark) |
Neukirchen |
Neukirchen |
Neukirchen |
Neukirchen |
Neukirchen bei Sulzbach-Rosenberg |
Neukirchen b.Hl.Blut |
Neukirchen vorm Wald |
Neukirchen/Erzgeb. |
Neukirchen/Pleiße |
Neukirchen-Balbini |
Neukirchen-Vluyn |
Neukloster |
Neu Königsaue |
Neu Kosenow |
Neukyhna  |
Neulehe |
Neuleiningen |
Neuler |
Neulewin |
Neulingen |
Neulingen |
Neulußheim |
Neumagen-Dhron |
Neumark |
Neumark |
Neumarkt in der Oberpfalz |
Neumarkt-Sankt Veit |
Neumühle/Elster |
Neumünster |
Neunburg vorm Wald |
Neundorf (Anhalt) |
Neundorf (bei Lobenstein) |
Neundorf (bei Schleiz) |
Neunheilingen |
Neunkhausen |
Neunkirchen |
Neunkirchen |
Neunkirchen |
Neunkirchen |
Neunkirchen |
Neunkirchen |
Neunkirchen a.Brand |
Neunkirchen am Potzberg |
Neunkirchen a.Sand |
Neunkirchen-Seelscheid |
Neuötting |
Neupetershain |
Neu Poserin |
Neupotz |
Neureichenau |
Neuried |
Neuried |
Neuruppin |
Neusalza-Spremberg |
Neusäß |
Neuschönau |
Neuschoo |
Neu-Seeland |
Neusiß |
Neusitz |
Neusorg |
Neuss |
Neustadt (Dosse) |
Neustadt |
Neustadt (Hessen) |
Neustadt (Wied) |
Neustadt a.d.Aisch |
Neustadt a.d.Waldnaab |
Neustadt am Kulm |
Neustadt am Main |
Neustadt am Rennsteig |
Neustadt am Rübenberge |
Neustadt a.d.Donau |
Neustadt an der Orla |
Neustadt an der Weinstraße |
Neustadt bei Coburg |
Neustadt in Holstein |
Neustadt in Sachsen |
Neustadt/ Westerwald |
Neustadt/Harz |
Neustadt/Vogtl. |
Neustadt-Glewe |
Neustrelitz |
Neutraubling |
Neutrebbin |
Neutz-Lettewitz |
Neu-Ulm |
Neuweiler |
Neuwied |
Neuwittenbek |
Neu Wulmstorf |
Neu Zauche |
Neuzelle |
Neverin |
Neversdorf |
Newel |
Ney |
Nickenich |
Nidderau |
Nideggen |
Nieblum |
Niebüll |
Nieby |
Nieden |
Niedenstein |
Niederahr |
Niederaichbach |
Niederalben |
Niederalteich |
Niederau |
Niederaula |
Niederbachheim |
Niederbergkirchen |
Niederbösa |
Niederbreitbach |
Niederbrombach |
Niederburg |
Niedercunnersdorf |
Niederdorf |
Niederdorfelden |
Niederdorla |
Niederdreisbach |
Niederdürenbach |
Niedere Börde |
Niederelbert |
Niederer Fläming |
Niedererbach |
Niedereschach |
Niederfell |
Niederfinow |
Niederfischbach |
Niederfrohna |
Niederfüllbach |
Niedergebra |
Niedergeckler |
Niedergörsdorf |
Niederhambach |
Niederhausen |
Niederhausen an der Appel |
Niederheimbach |
Nieder-Hilbersheim |
Niederhofen |
Niederhorbach |
Niederhosenbach |
Niederirsen |
Niederkassel |
Niederkirchen |
Niederkirchen bei Deidesheim |
Nieder Kostenz |
Niederkrüchten |
Niederkumbd |
Niederlangen |
Niederlauch |
Niederlauer |
Niedermohr |
Niedermoschel |
Niedermurach |
Niedernberg |
Niederndodeleben |
Niederneisen |
Niedernhall |
Niedernhausen |
Niedernwöhren |
Niederöfflingen |
Nieder-Olm |
Niederorschel |
Niederotterbach |
Niederpierscheid |
Niederraden |
Niederreißen |
Niederrieden |
Niederröblingen (Helme) |
Niederroßbach |
Niederroßla |
Niedersachswerfen |
Niedersayn |
Niederscheidweiler |
Niederschlettenbach |
Niederschönenfeld |
Niedersohren |
Niederstadtfeld |
Niederstaufenbach |
Niederstedem |
Niedersteinebach |
Niederstetten |
Niederstotzingen |
Niederstriegis |
Niedert |
Niedertaufkirchen |
Niedertiefenbach |
Niedertrebra |
Niederviehbach |
Niederwallmenach |
Niederwambach |
Niederweiler |
Niederweiler |
Niederweis |
Niederwerrn |
Niederwerth |
Niederwiesa |
Nieder-Wiesen |
Niederwinkling |
Niederwörresbach |
Niederwürschnitz |
Niederzier |
Niederzimmern |
Niederzissen |
Niefern-Öschelbronn |
Nieheim|
Niehl |
Nielebock |
Niemberg |
Niemegk |
Niemetal |
Nienborstel |
Nienburg (Saale) |
Nienburg/Weser |
Nienbüttel |
Niendorf |
Niendorf bei Berkenthin |
Niendorf/ Stecknitz |
Nienhagen |
Nienhagen |
Nienhagen |
Nienstädt |
Nienstedt |
Nienwohld |
Niepars |
Niersbach |
Nierstein |
Niesgrau |
Niesky |
Nieste |
Niestetal |
Nievern |
Nimritz |
Nimshuscheid |
Nimsreuland |
Nindorf |
Nindorf |
Nirmsdorf |
Nister |
Nisterau |
Nisterberg |
Nister-Möhrendorf |
Nistertal |
Nittel |
Nittenau |
Nittendorf |
Nitz |
Nöbdenitz |
Nobitz |
Nochern |
Nöda |
Noer |
Nohen |
Nohfelden |
Nohn |
Nohra |
Nohra |
Nomborn |
Nonnenhorn |
Nonnewitz |
Nonnweiler |
Norath |
Norddeich |
Norddorf |
Norden |
Nordendorf |
Nordenham |
Norderbrarup |
Norderfriedrichskoog |
Norderheistedt |
Nordermeldorf |
Norderney |
Norderstapel |
Norderstedt |
Norderwöhrden |
Nordgermersleben |
Nordhackstedt |
Nordhalben |
Nordhastedt |
Nordhausen |
Nordheim |
Nordheim |
Nordheim am Main |
Nordheim vor der Rhön |
Nordhofen |
Nordholz |
Nordhorn |
Nordkirchen |
Nordleda |
Nördlingen |
Nordrach |
Nordsehl |
Nordstemmen |
Nordstrand |
Nordwalde |
Nordwestuckermark |
Norheim |
Norken |
Norstedt |
Nörten-Hardenberg |
Nörtershausen |
Northeim |
Nortmoor |
Nortorf |
Nortorf |
Nortrup |
Nörvenich |
Nossen |
Nossendorf |
Nossentiner Hütte |
Nostorf |
Nothweiler |
Nottensdorf |
Nottfeld |
Nottleben |
Nottuln |
Notzingen |
Nübbel |
Nübel |
Nüdlingen |
Nufringen |
Nümbrecht |
Nünchritz |
Nünschweiler |
Nürburg |
Nürnberg |
Nürtingen |
Nusbaum |
Nusplingen |
Nußbach |
Nußbaum |
Nußdorf |
Nußdorf a.Inn |
Nusse |
Nußloch |
Nustrow |
Nüsttal |
Nutha |
Nuthetal |
Nuthe-Urstromtal |
Nutteln |
Nützen |